# Баканас (Алматинская область)
Баканас (каз. Бақанас) — село в Казахстане, райцентр Балхашского р-на Алматинской области. Административный центр Баканасского сельского округа. Код КАТО — 193630100.
Баканас является конечной пристанью на берегу реки Или, ниже которой река разбивается на рукава и образует обширную дельту. К северу от Баканаса в прошлом начиналась одноимённая древняя дельта реки Или — Баканас. Ныне это территория пустыни Сарыесик-Атырау. У посёлка начинается самый северный в мире массив рисосеяния — Акдалинский, заложенный в 1970-х годах.
Рисовые чеки орошает Баканасский канал, регулируемый шлюзами. Посёлок — популярное место среди рыболовов, охотников, а также археологов, изучающих древние городища дельты Или — Актам и Карамерген.
В Баканасе находится филиал Института ботаники и фитоинтродукции, ботанический сад.

## Население
В 1999 году население села составляло 5417 человек (2633 мужчины и 2784 женщины). По данным переписи 2009 года, в селе проживали 5004 человека (2457 мужчин и 2547 женщин).
На начало 2019 года население села составило 4135 человек (2150 мужчин и 1985 женщин).

## Памятники и музеи
Историко-краеведческий музей был открыт на основании решения акима Алматинской области в 2003 году. Музей занимает общую площадь в 384,2 кв. метра. Площадь экспозиции составляет 215,7 кв. метров. В фонде музея находятся 1 804 предмета музейного значения. В экспонатах музея представлены материалы героев труда и войны, личные вещи Д. А. Конаева, предметы флора и фауны и история района.
Местоположение.
Республика Казахстан, Алматинская область, Балхашский район, село Баканас, ул. Байкауытова, 63 «А».
В мае 2022 года в селе был возведён памятник первому секретарю ЦК компартии Казахстана Динмухамеду Кунаеву.
Также в центре села названа школа и установлен бюст еще одному земляку Бактыоразу Бейсекбаеву.